# Instytut Tarnogórski i Muzeum
Instytut Tarnogórski i Muzeum (skrót: ITiM) – polskie towarzystwo naukowe ogólne w Tarnowskich Górach.

## Historia
Instytut Tarnogórski i Muzeum powstał w Tarnowskich Górach jako stowarzyszenie w 1999 z przekształcenia Instytutu Tarnogórskiego – Placówki Naukowo-Badawczej (jednostka naukowa zał. 1993) i Muzeum Instytutu Tarnogórskiego (zał. 1997)  .
Instytut Tarnogórski przejął wydawanie „Zeszytów Tarnogórskich” od Polskiego Towarzystwa Turystyczno-Krajoznawczego, Oddział w Tarnowskich Górach (wydało ono nr 1–4, 1986–1987, red. nacz. Marek Wroński). Kontynuuje również organizację Tarnogórskich Sesji Naukowych (od III TSN, 1993) .

## Cele i działalność

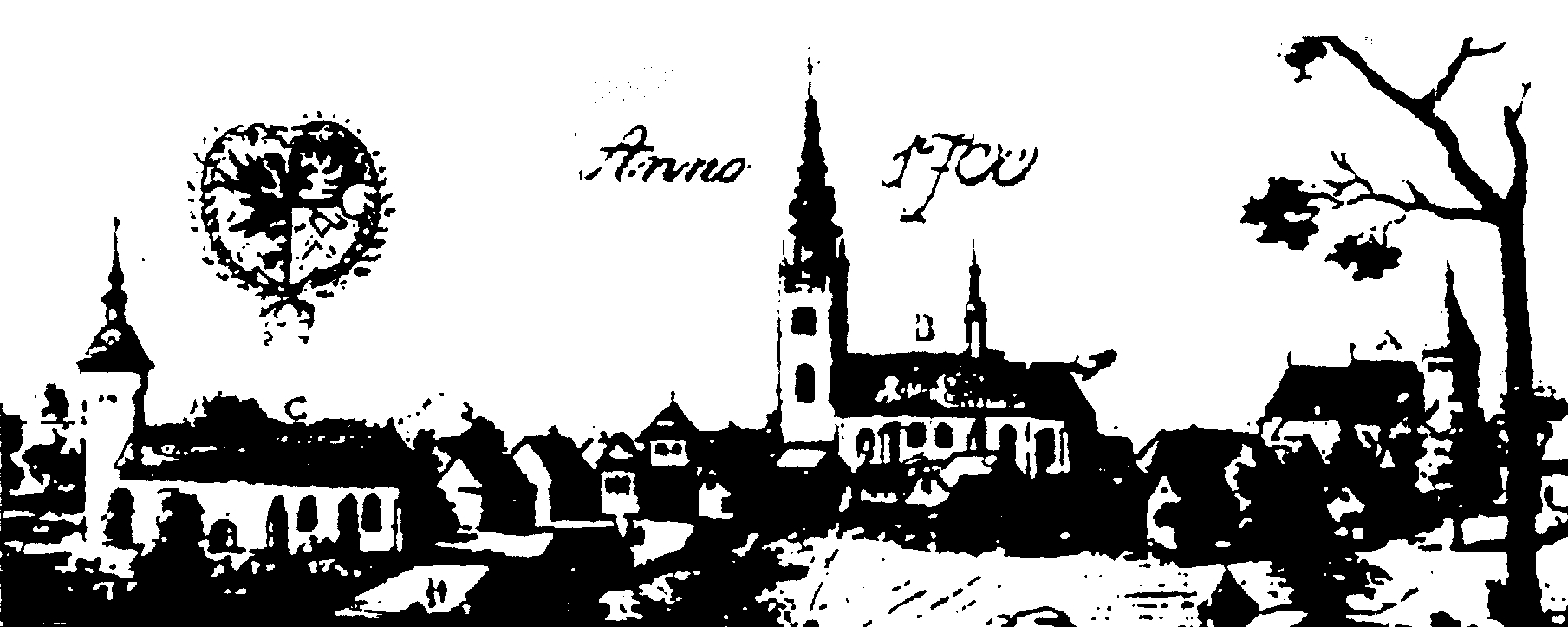
Logo Instytutu Tarnogórskiego i Muzeum

Instytut Tarnogórski i Muzeum stawia sobie następujące cele statutowe :
- prowadzenie badań naukowych (również interdyscyplinarnych) w dziedzinach: nauk humanistycznych (gł. historia, historia wojskowości, grobownictwo wojenne, nauki pomocnicze historii, historia nauki, językoznawstwo, literaturoznawstwo, historia sztuki, sztuka, kultura, religie, filozofia, archeologia), inżynieryjno-technicznych (architektura i urbanistyka, ruralistyka, historia architektury), medycznych i nauk o zdrowiu (historia nauk), rolniczych (biologiczne i środowiskowe aspekty rolnictwa, ogrodnictwa i leśnictwa, historia nauk), społecznych (etnologia i etnografia, elementy pedagogiki, psychologii i ekonomii, historyczne aspekty geografii społeczno-ekonomicznej i gospodarki przestrzennej), ścisłych i przyrodniczych (nauki biologiczne, nauki o Ziemi i środowisku, historia nauk), teologicznych (historia Kościoła, historia sztuki i obyczajowości religijnej), sztuki (sztuki plastyczne i filmowe, historia sztuki),

- prowadzenie działalności na rzecz nauki (m.in. Tarnogórskie Sesje Naukowe), eksperckiej i fachowej,
- prowadzenie muzeum i tworzenie kolekcji (historia wojskowości, historia Śląska i regionu tarnogórskiego, nauki pomocnicze historii, etnografia, sztuka, rzemiosło),
- ochrona dziedzictwa kulturowego, narodowego i regionalnego (zabytków architektury i sztuki, języka polskiego i jego dialektów, pamiątek narodowych i regionalnych),
- działalność kulturalna i edukacyjna w zakresie upowszechniania osiągnięć naukowych i artystycznych oraz kreowania twórczości zwłaszcza wśród młodzieży (wystawy stałe i czasowe, lekcje muzealne, warsztaty artystyczne, twórcze i edukacyjne, konkursy, wycieczki tematyczne),
- działalność wydawnicza (redagowanie i wydawanie książek, wydawnictw ciągłych itp.).

## Struktura organizacyjna
Stowarzyszenie jest organizatorem jednostek :

### Instytut Tarnogórski – Placówka Naukowo-Badawcza
(zał. 1993, dyrektor: dr hab. inż arch. Marek Wroński)
- zakłady badawcze:

1. Zakład Nauk Pomocniczych Historii i Językoznawstwa (zał. 1994 jako Zakład Badań nad Heraldyką i Genealogią), kierownik: Tadeusz B. Hadaś
2. Zakład Nauk Przyrodniczych (powstał w 1996 z przekształcenia Muzeum Przyrodniczego Ziemi Bytomsko-Tarnogórskiej, zał. 1989), kierownik: Tadeusz B. Hadaś[1]
3. Zakład Historii Wojskowości (zał. 2000), kierownik: dr hab. inż arch. Marek Wroński

### Muzeum Instytutu Tarnogórskiego
(zał. 1997, dyrektor: dr hab. inż. arch. Marek Wroński)
- Galeria „Nos” (zał. 2006)
- Mała Akademia Artystyczna (zał. 1996)

### Biblioteka Tarnogórska
(zał. 1993, kierownik: Tadeusz B. Hadaś)
- Archiwum[1]

## Wydawnictwo
Wydawnictwo Instytutu Tarnogórskiego i Muzeum (zał. 1993 jako Wydawnictwo Instytutu Tarnogórskiego) jest wydawcą periodyków  :
1. „Zeszyty Tarnogórskie”, ISSN 0860-3693 (ukazują się od 1986), red. nacz. Marek Wroński
2. „Studia nad Dawnym Wojskiem, Bronią i Barwą”, ISSN 1231-1707 (ukazują się od 1993, stanowią kontynuację periodyku „Dawna Broń i Barwa”, ISSN 0867-0986), red. nacz. Marek Wroński
3. „Tarnogórski Rocznik Muzealny”, ISSN 2544-543X (ukazuje się od 2003), red. nacz. Marek Wroński, redagowany w Muzeum Instytutu Tarnogórskiego
4. „Silesian Natural History Monographs”, ISSN 2082-324X (ukazują się od 2010), red. nacz. Tadeusz B. Hadaś

## Zarząd i Rada Naukowa

### Zarząd[3][2]
- Prezes – Marek Wroński
- Wiceprezes – Tadeusz B. Hadaś
- Sekretarz – Nina Jarzyńska
- Skarbnik – Małgorzata Paszkowska

### Rada Naukowa
Przewodniczący :
- płk Przemysław A. Szudek (pierwszy)
- prof. dr hab. Tadeusz Dubicki (obecny)